# Skövde kommun
Skövde kommun är en kommun i Västra Götalands län, i före detta Skaraborgs län. Centralort är Skövde.

## Administrativ historik
Kommunens område motsvarar socknarna: Berg, Binneberg, Böja, Edåsa, Flistad, Forsby, Frösve, Götlunda, Hagelberg, Horn, Häggum, Lerdala, Ljunghem, Locketorp, Norra Kyrketorp, Ryd, Rådene, Sjogerstad, Skövde, Suntetorp, Sventorp, Säter, Timmersdala, Vad, Varola, Våmb, Väring, Värsås och Öm. I dessa socknar bildades vid kommunreformen 1862 landskommuner med motsvarande namn utom för Suntetorps socken som bildade kommun tillsammans med Sventorps socken. I området fanns även Skövde stad som 1863 bildade en stadskommun. Skövde landskommun införlivades 1914 i Skövde stad.
Tidans municipalsamhälle inrättades 26 november 1937 och upplöstes vid utgången av 1957.
Vid kommunreformen 1952 bildades fem storkommuner i området: Binneberg (av de tidigare kommunerna Binneberg, Frösve, Horn, Locketorp, Säter och Väring), Skultorp (av Hagelberg, Häggum, Norra Kyrketorp, Rådene och Sjogerstad), Tidan (av Flistad, Götlunda och  Vad), Timmersdala (av Berg, Böja, Lerdala och Timmersdala) samt Värsås (av Edåsa, Forsby, Ljunghem, Mofalla, Sventorp, Varola och Värsås). Samtidigt uppgick landskommunerna Ryd, Våmb och Öm i Skövde stad.
Skövde kommun bildades vid kommunreformen 1971 av Skövde stad, Binnebergs, Skultorps, Tidans och Timmersdala landskommuner samt huvuddelen av Värsås landskommun (alla delar utom Mofalla församling).
| Tabell över kommunsammanslagningarna efter 1863 | Tabell över kommunsammanslagningarna efter 1863 | Tabell över kommunsammanslagningarna efter 1863 | Tabell över kommunsammanslagningarna efter 1863 | Tabell över kommunsammanslagningarna efter 1863 | Tabell över kommunsammanslagningarna efter 1863 | Tabell över kommunsammanslagningarna efter 1863 | Tabell över kommunsammanslagningarna efter 1863 |
| --- | ----------------------------------------------- | ----------------------------------------------- | ----------------------------------------------- | ----------------------------------------------- | ----------------------------------------------- | ----------------------------------------------- | ----------------------------------------------- |
| Tabellen nedan visar kommunsammanslagningarna till nuvarande Skövde kommun från 1863 och framåt. De mörkgråa landskommunerna var de delar av storkommunerna som gick till andra kommuner än Skövde i slutändan. |                                                 |                                                 |                                                 |                                                 |                                                 |                                                 |                                                 |
| Kommunsammanslagningarna till Skövde kommun |                                                 |                                                 |                                                 |                                                 |                                                 |                                                 |                                                 |
| före reformerna | före reformerna                                 | före reformerna                                 | efter reformen 1862                             | efter reformen 1862                             | dito 1952                                       | dito 1971                                       |                                                 |
| -1855 | -1855                                           | 1856-62                                         | 1863-1913                                       | 1914-51                                         | 1952-70                                         | 1971-                                           |                                                 |
| härad | socken, stad                                    | socken, stad                                    | landskommun, stadskommun                        | landskommun, stadskommun                        | "storkommun"                                    | enhetlig kommun                                 |                                                 |
| Vadsbo | Binnebergs sn                                   | Binnebergs sn                                   | Binnebergs ln                                   | Binnebergs ln                                   | Binnebergs ln                                   |                                                 |                                                 |
| Vadsbo | Frösve sn                                       | Frösve sn                                       | Frösve ln                                       | Frösve ln                                       | Binnebergs ln                                   |                                                 |                                                 |
| Vadsbo | Horns sn                                        | Horns sn                                        | Horns ln                                        | Horns ln                                        | Binnebergs ln                                   |                                                 |                                                 |
| Vadsbo | Locketorps sn                                   | Locketorps sn                                   | Locketorps ln                                   | Locketorps ln                                   | Binnebergs ln                                   |                                                 |                                                 |
| Vadsbo | Säters sn                                       | Säters sn                                       | Säters ln                                       | Säters ln                                       | Binnebergs ln                                   |                                                 |                                                 |
| Vadsbo | Värings sn                                      | Värings sn                                      | Värings ln                                      | Värings ln                                      | Binnebergs ln                                   |                                                 |                                                 |
| Vadsbo | Flistads sn                                     | Flistads sn                                     | Flistads ln                                     | Flistads ln                                     | Tidans ln                                       |                                                 |                                                 |
| Vadsbo | Götlunda sn                                     | Götlunda sn                                     | Götlunda ln                                     | Götlunda ln                                     | Tidans ln                                       |                                                 |                                                 |
| Vadsbo | Vads sn                                         | Vads sn                                         | Vads ln                                         | Vads ln                                         | Tidans ln                                       |                                                 |                                                 |
| Vadsbo | Bergs sn                                        | Bergs sn                                        | Bergs ln                                        | Bergs ln                                        | Timmersdala ln                                  | Skövde kn                                       |                                                 |
| Vadsbo | Böja sn                                         | Böja sn                                         | Böja ln                                         | Böja ln                                         | Timmersdala ln                                  | Skövde kn                                       |                                                 |
| Vadsbo | Lerdala sn                                      | Lerdala sn                                      | Lerdala ln                                      | Lerdala ln                                      | Timmersdala ln                                  | Skövde kn                                       |                                                 |
| Vadsbo | Timmersdala sn                                  | Timmersdala sn                                  | Timmersdala ln                                  | Timmersdala ln                                  | Timmersdala ln                                  | Skövde kn                                       |                                                 |
| – | Skövde stad                                     | Skövde stad                                     | Skövde stad                                     | Skövde stad                                     |                                                 | Skövde kn                                       |                                                 |
| Kåkind | Ryds sn                                         | Ryds sn                                         | Ryds ln                                         | Ryds ln                                         |                                                 | Skövde kn                                       |                                                 |
| Kåkind | Våmbs sn                                        | Våmbs sn                                        | Våmbs ln                                        | Våmbs ln                                        |                                                 | Skövde kn                                       |                                                 |
| Kåkind | Skövde sn                                       |                                                 | Skövde ln                                       |                                                 |                                                 | Skövde kn                                       |                                                 |
| Kåkind | området Öm                                      | Öms ln                                          | Öms ln                                          |                                                 |                                                 | Skövde kn                                       |                                                 |
| Kåkind | Forsby sn                                       | Forsby sn                                       | Forsby ln                                       | Forsby ln                                       | Värsås ln                                       | Skövde kn                                       |                                                 |
| Kåkind | Suntetorps sn                                   | Suntetorps sn                                   | Sventorps ln                                    | Sventorps ln                                    | Värsås ln                                       | Skövde kn                                       |                                                 |
| Kåkind | Sventorps sn                                    |                                                 | Sventorps ln                                    | Sventorps ln                                    | Värsås ln                                       | Skövde kn                                       |                                                 |
| Kåkind | Varola sn                                       | Varola sn                                       | Varola ln                                       | Varola ln                                       | Värsås ln                                       | Skövde kn                                       |                                                 |
| Kåkind | Värsås sn                                       | Värsås sn                                       | Värsås ln                                       | Värsås ln                                       | Värsås ln                                       | Skövde kn                                       |                                                 |
| Kåkind | Mofalla sn                                      | Mofalla sn                                      | Mofalla ln                                      | Mofalla ln                                      | Värsås ln                                       | Hjo kn                                          |                                                 |
| Gudhem | Edåsa sn                                        | Edåsa sn                                        | Edåsa ln                                        | Edåsa ln                                        | Värsås ln                                       |                                                 |                                                 |
| Gudhem | Ljunghems sn                                    | Ljunghems sn                                    | Ljunghems ln                                    | Ljunghems ln                                    | Värsås ln                                       |                                                 |                                                 |
| Gudhem | Rådene sn                                       | Rådene sn                                       | Rådene ln                                       | Rådene ln                                       | Skultorps ln                                    |                                                 |                                                 |
| Gudhem | Sjogerstads sn                                  | Sjogerstads sn                                  | Sjogerstads ln                                  | Sjogerstads ln                                  | Skultorps ln                                    |                                                 |                                                 |
| Kåkind | Hagelbergs sn                                   | Hagelbergs sn                                   | Hagelbergs ln                                   | Hagelbergs ln                                   | Skultorps ln                                    |                                                 |                                                 |
| Kåkind | Kyrketorps sn                                   | Kyrketorps sn                                   | Kyrketorps ln (Norra Kyrketorp 1886-)           | Kyrketorps ln (Norra Kyrketorp 1886-)           | Skultorps ln                                    |                                                 |                                                 |
| Valle | Häggums sn                                      | Häggums sn                                      | Häggums ln                                      | Häggums ln                                      | Skultorps ln                                    |                                                 |                                                 |

Kommunen ingick från bildandet till 2009 i Skövde domsaga och ingår sedan 2009 i Skaraborgs domsaga.
Kommunen ingår sedan 2012 i Förvaltningsområdet för finska. 

## Geografi
Kommunen är belägen i nordöstra delarna av landskapet Västergötland och gränsar i norr till Mariestads kommun, i nordöst till Töreboda kommun, i öster till Tibro kommun, i sydöst till Hjo kommun, i söder till Tidaholms kommun, i sydväst till Falköpings kommun samt i väster till Skara kommun och Götene kommun. En sträcka av ån Tidan bildar gräns mot Tibro kommun. Ån rinner åter in genom kommunens nordöstra hörn.
Skövde kommun ligger söder om Vänern och väster om Vättern. 

### Topografi och hydrografi
Skövde domineras av berget Billingen som är ett platåberg norr och väster om tätorten Skövde. Kommunens östra delar kan bäst beskrivas som kulturlandskap med skogs- och jordbruk. Även kommunens södra delar utgörs av omväxlande skog- och jordbruksmark. Förutom Billingen är Skövde beläget på ett förhållandevis icke-kuperat område.
Nedan presenteras andelen av den totala ytan 2020 i kommunen jämfört med riket.
|  | Bebyggelse (8,3 %) |

|  | Skog (44,3 %) |

|  | Öppen myrmark (1,4 %) |

|  | Jordbruksmark (38,1 %) |

|  | Övrig mark (7,9 %) |

|  | Bebyggelse (3,1 %) |

|  | Skog (68,0 %) |

|  | Öppen myrmark (7,2 %) |

|  | Jordbruksmark (7,4 %) |

|  | Övrig mark (14,3 %) |

### Naturskydd
Ungefär 12 procent av Skövde kommuns areal hade år 2019 skydd i form av naturreservat, naturvårdsområden, naturminnen och biotopskydd. I Skövde kommun finns naturreservatet Sydbillingens platå, som har sitt centrum cirka 8 kilometer väster om Skövde. Det omfattar 2 000 hektar.Sydbillingens platå är ett av södra Sveriges största sammanhängande vildmarksområden. Området är orört sedan mitten av 1800-talet. Innan dess användes området till betning och skogsbruk, men sedan det slutade har skogen fått växa fritt. Det är skyddat sedan 1981.
Reservatet utgörs av ett sammanhängande vildmarksområde, där berggrunden utgörs av den vulkaniska bergarten diabas. Här finns morän, myrmarker, kärrpartier, skogsområden och torvlager. Sydbillingens platå är ett av södra Sveriges största sammanhängande vildmarksområden. Skogen i området har till stor del sått sig själv, efter att den stått orörd sedan mitten av 1800-talet, och därför räknas den som gammelskog. Innan dess användes området till betning och skogsbruk, men sedan det slutade har skogen fått växa fritt. 
I skogen kan man möta och se älg, tjäder, pärluggla samt nötkråka. I området växer skvattram, hjortron och klockljung.

### Administrativ indelning
Fram till 2016 var kommunen för befolkningsrapportering indelad i
- Bergs församling
- Frösve församling
- Götlunda församling
- Skultorps församling
- Skövde församling
- Sventorp-Forsby församling
- Värings församling
- Värsås-Varola-Vretens församling

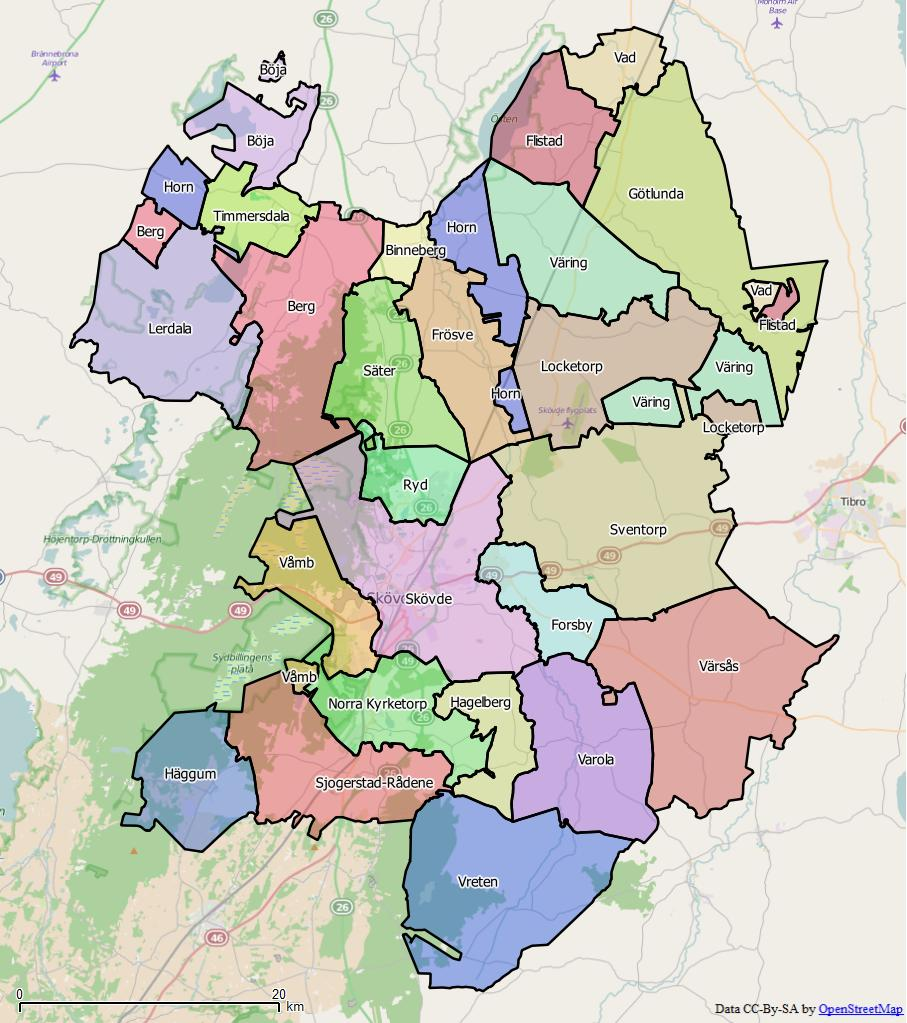
Distrikt inom Skövde kommun

Från 2016 indelas kommunen i följande distrikt:

- Berg
- Binneberg
- Böja
- Flistad
- Forsby
- Frösve
- Götlunda
- Hagelberg
- Horn
- Häggum
- Lerdala
- Locketorp
- Norra Kyrketorp
- Ryd
- Sjogerstad-Rådene
- Skövde
- Sventorp
- Säter
- Timmersdala
- Vad
- Varola
- Vreten
- Våmb
- Väring
- Värsås

Vid de allmänna valen är Skövde indelat i två kommunvalkretsar, Skövde Norra och Skövde Södra.

### Tätorter
I tabellen presenteras tätorterna i storleksordning per 31 dec 2015. Centralorten är i fet stil.
| Nr | Tätort      | Befolkning |
| -- | ----------- | ---------- |
| 1  | Skövde      | 36 842     |
| 2  | Skultorp    | 3 644      |
| 3  | Stöpen      | 1 373      |
| 4  | Tidan       | 989        |
| 5  | Timmersdala | 895        |
| 6  | Igelstorp   | 648        |
| 7  | Värsås      | 616        |
| 8  | Väring      | 641        |
| 9  | Lerdala     | 558        |
| 10 | Ulvåker     | 256        |

## Styre och politik

### Styre
| 2002-2006 | M | C | KD | FP |
| 2006-2010 | M | C | FP | KD |
| 2010-2014 | M | C | FP | KD |
| 2014-2018 | M | C | L  | KD |
| 2018-2022 | M | C | KD | L  |
| 2022-     | M | S | KD |    |

### Kommunfullmäktige

#### Presidium
| Presidium 2022-2026    | Presidium 2022-2026 | Presidium 2022-2026 |
| ---------------------- | ------------------- | ------------------- |
| Ordförande             | S                   | Monica Green        |
| Förste vice ordförande | KD                  | Conny Brännberg     |
| Andre vice ordförande  | SD                  | Jonas Eriksson      |

#### Lista över kommunfullmäktiges ordförande
| Namn | Namn              | Från | Till | Politisk tillhörighet   |
| ---- | ----------------- | ---- | ---- | ----------------------- |
|      | Birgitta Carlsson | 1994 | 1998 | Centerpartiet           |
|      | Conny Brännberg   | 1998 | 2002 | Kristdemokraterna       |
|      | Leif Walterum     | 2002 | 2004 | Centerpartiet           |
|      | Jan-Erik Nilsson  | 2004 | 2006 | Centerpartiet           |
|      | Mikael Wendt      | 2006 | 2008 | Folkpartiet liberalerna |
|      | Conny Brännberg   | 2008 | 2022 | Kristdemokraterna       |
|      | Monica Green      | 2022 |      | Socialdemokraterna      |

#### Mandatfördelning 1970–2022
|  | 23 | 16 | 10 |  | 7 |

| 53 |

|  | 23 | 17 | 7 |  | 8 |

| 49 | 10 |

|  | 22 | 18 | 8 |  | 7 |

| 43 | 16 |

|  | 25 | 12 | 7 |  | 11 |

| 37 | 22 |

|  | 27 | 12 | 4 |  | 12 |

| 41 | 18 |

|  | 26 | 10 | 8 |  | 11 |

| 40 | 19 |

|  | 26 | 4 | 10 | 8 |  | 9 |

| 41 | 20 |

|  | 21 |  | 4 | 12 | 6 | 4 | 10 |

| 43 | 18 |

| 3 | 23 |  | 20 | 3 |  | 8 |

| 36 | 25 |

| 5 | 21 |  | 13 |  | 6 | 12 |

| 35 | 26 |

| 4 | 23 |  | 10 | 5 | 6 | 11 |

| 37 | 24 |

| 4 | 21 |  |  | 9 | 4 | 4 | 15 |

| 35 | 26 |

| 3 | 19 | 4 | 3 | 7 | 6 | 3 | 16 |

| 34 | 27 |

|  | 20 | 4 | 6 | 6 | 5 | 3 | 15 |

| 34 | 27 |

| 3 | 19 |  | 8 | 6 | 4 | 4 | 15 |

| 35 | 26 |

| 3 | 16 |  | 9 | 9 | 4 |  | 3 | 13 |

| 30 | 31 |

### Nämnder

#### Kommunstyrelse
| Presidium 2023–2026    | Presidium 2023–2026 | Presidium 2023–2026 |
| ---------------------- | ------------------- | ------------------- |
| Ordförande             | M                   | Theres Sahlström    |
| Förste vice ordförande | S                   | Johan Ask           |
| Andre vice ordförande  | SP                  | Torbjörn Bergman    |

Källa:

#### Lista över kommunstyrelsens ordförande
| Namn | Namn             | Från | Till | Politisk tillhörighet |
| ---- | ---------------- | ---- | ---- | --------------------- |
|      | Tord Gustafsson  | 2002 | 2010 | Moderaterna           |
|      | Katarina Jonsson | 2010 | 2023 | Moderaterna           |
|      | Theres Sahlström | 2023 |      | Moderaterna           |

#### Övriga nämnder
| Nämnd                        | Ordförande | Ordförande                  | Vice ordförande | Vice ordförande     | Andre vice ordförande | Andre vice ordförande |
| ---------------------------- | ---------- | --------------------------- | --------------- | ------------------- | --------------------- | --------------------- |
| Socialnämnden                | S          | Anita Löfgren               | KD              | Patrik Carlsson     | SD                    | Kenneth Källström     |
| Kultur- och fritidsnämnden   | M          | Helene Lundqvist            | S               | Malin Wadman        | SD                    | Göran Segerstedt      |
| Bygglovsnämnden              | M          | Gunilla Knutsson Löfvenborg | SD              | Per Henrik Hallberg |                       |                       |
| Servicenämnden               | M          | Martin Odenö                | M               | Ingrid Bäfman       | SD                    | Lennart Nilsson       |
| Barn- och utbildningsnämnden | KD         | Marianne Gustafson          | S               | Kayda Lazar         | SD                    | Therese Steise        |
| Vård- och omsorgsnämnden     | S          | Lene Lorentzen              | M               | Anders Karlsson     | SP                    | Marie Ekman           |
| Revisionen                   | SD         | Samuel Andersson            | S               | Bjarne Medin        |                       |                       |
| Valnämnden                   | S          | Erkki Salmisaari            | SD              | Anders Ahlmann      |                       |                       |

### Vänorter
Skövde har ett flertal vänorter:
- Halden, Norge
- Ringsted, Danmark
- Vammala, Finland
- Kuressaare, Estland
- South Derbyshire, England

Tillsammans med en rad andra kommuner är man med i nätverket SERN (Sweden Emilia-Romagna Network). Nätverket är ett utbyte mellan svenska kommuner och regionen Emilia-Romagna i Italien.

## Ekonomi och infrastruktur

### Näringsliv
Skövde har ett allsidigt näringsliv.  
Skövdes största arbetsgivare är Volvo Powertrain AB med tillverkning av motorer till lastbilar, bussar och anläggningsmaskiner och Volvo Cars AB och Aurobay med tillverkning av personbilsmotorer. Företagen har tillsammans cirka 5 000 anställda (2005).
Samhällets service är grunden för flera stora arbetsgivare främst genom kommunen och Skaraborgs sjukhus (centrallasarett i Skaraborg). Här finns också Regionens Hus, Trafikverket och Skaraborgs tingsrätt.
Högskolan i Skövde bedriver utbildning inom flera områden, och har gjort sig känt som plantskola för utveckling inom It-området och då speciellt dataspel. Vidare är Försvarsmakten en betydande arbetsgivare i kommunen med dess förband, skolor och staber i Skövde garnison.
Därutöver bidrar den relativt stora handelssektorn till många arbeten i små och medelstora företag. Det pågår också satsningar i samarbete mellan kommunen och högskolan som lett till fler företag i teknologibranschen, bland annat datorspelsutveckling, datorprogram, finansiell service och sjukvård.
Utöver Volvo finns ett stort antal tillverkande företag. Av tradition har byggmaterialbranschen varit omfattande i staden. Här finns flera företag, främst Cementa, Paroc, Parafon och Jackon. Bland verkstadsföretagen kan nämnas Furhoffs rostfria och ett kluster inom hydraulik och pneumatik: Cejn, Parker Hanfinn och WTB Control. Inom livsmedelsbranschen verkar Skövde slakteri och Grahns konfektyr.

### Infrastruktur

#### Transporter
I nord-sydlig riktning genomkorsas kommunen av riksväg 26 och i öst-västlig riktning av riksväg 49. Från Skövde sträcker sig länsväg 200 åt nordöst och länsväg 194 åt sydöst. Från nordöst mot sydväst genomkorsas kommunen av Västra stambanan som trafikeras av SJ:s och VR:s fjärrtåg samt Västtrafiks regiontåg.

## Befolkning

### Demografi

#### Befolkningsutveckling
Kommunen har 58 038 invånare (31 mars 2025), vilket placerar den på 43:e plats avseende folkmängd bland Sveriges kommuner.
| Befolkningsutvecklingen i Skövde kommun 1970–2020 | Befolkningsutvecklingen i Skövde kommun 1970–2020 | Befolkningsutvecklingen i Skövde kommun 1970–2020 | Befolkningsutvecklingen i Skövde kommun 1970–2020 | Befolkningsutvecklingen i Skövde kommun 1970–2020 |
| ------------------------------------------------- | ------------------------------------------------- | ------------------------------------------------- | ------------------------------------------------- | ------------------------------------------------- |
|                                                   |                                                   |                                                   |                                                   |                                                   |
| År                                                |                                                   |                                                   | Folkmängd                                         |                                                   |
| 1970                                              | 1970                                              |                                                   | 43 586                                            |                                                   |
| 1975                                              | 1975                                              |                                                   | 45 357                                            |                                                   |
| 1980                                              | 1980                                              |                                                   | 46 007                                            |                                                   |
| 1985                                              | 1985                                              |                                                   | 46 431                                            |                                                   |
| 1990                                              | 1990                                              |                                                   | 47 529                                            |                                                   |
| 1995                                              | 1995                                              |                                                   | 49 432                                            |                                                   |
| 2000                                              | 2000                                              |                                                   | 49 313                                            |                                                   |
| 2005                                              | 2005                                              |                                                   | 49 980                                            |                                                   |
| 2010                                              | 2010                                              |                                                   | 51 402                                            |                                                   |
| 2015                                              | 2015                                              |                                                   | 53 555                                            |                                                   |
| 2020                                              | 2020                                              |                                                   | 55 708                                            |                                                   |

## Kultur

### Kulturarv
I Skövde kommun ligger det kulturhistoriska  minnesmärket Horns tegelbruk som beskrivits som "ett av Sveriges bäst bevarade äldre tegelbruk". Verksamheten startade i mitten på 1800-talet och lades ner 1976. Efter en restaurering och modernisering är verksamheten åter aktiv. "Horn är det enda tegelbruket i Sverige som också tillverkar golv-, vägg- och fasadtegel som de bränner med ved i flamugn".

### Kommunvapen
Blasonering: I rött fält en stående med gloria försedd S:ta Elinsbild, hållande i högra handen ett störtat svärd samt i den vänstra en bok belagd med ett avhugget finger, allt av silver.
Vapnet registrerades hos PRV 2000-12-15 efter att det förenklats inför stadens 600-årsjubileum.
Skövdes första kyrka helgades åt S:ta Helena, och hon blev avbildad i stadens sigill, sannolikt under medeltiden.